# Tapolyhanusfalva
Tapolyhanusfalva (szlovákul: Hanušovce nad Topľou) város Szlovákiában, az Eperjesi kerületben, a Varannói járásban.

## Fekvése

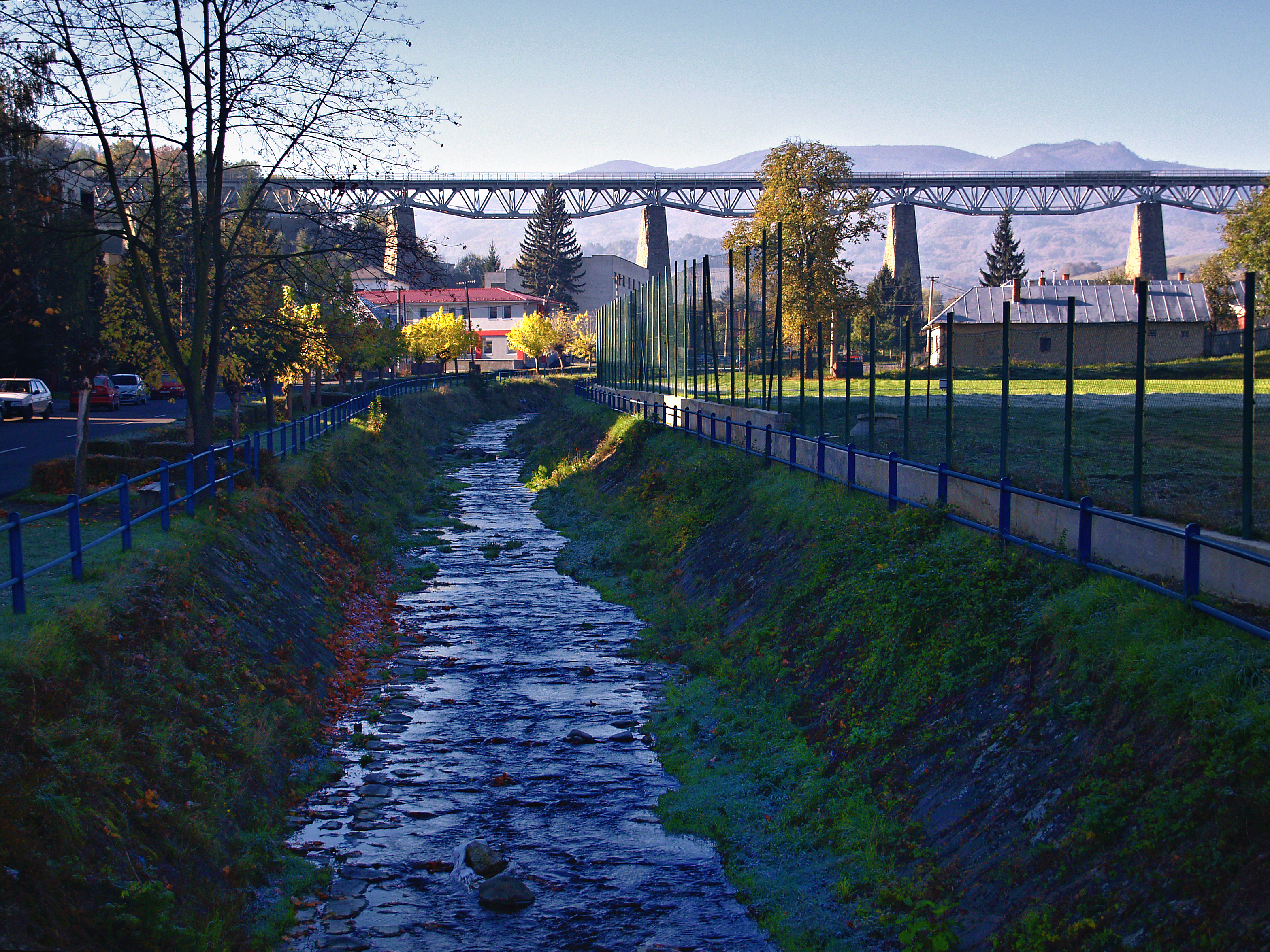
Vasúti viadukt
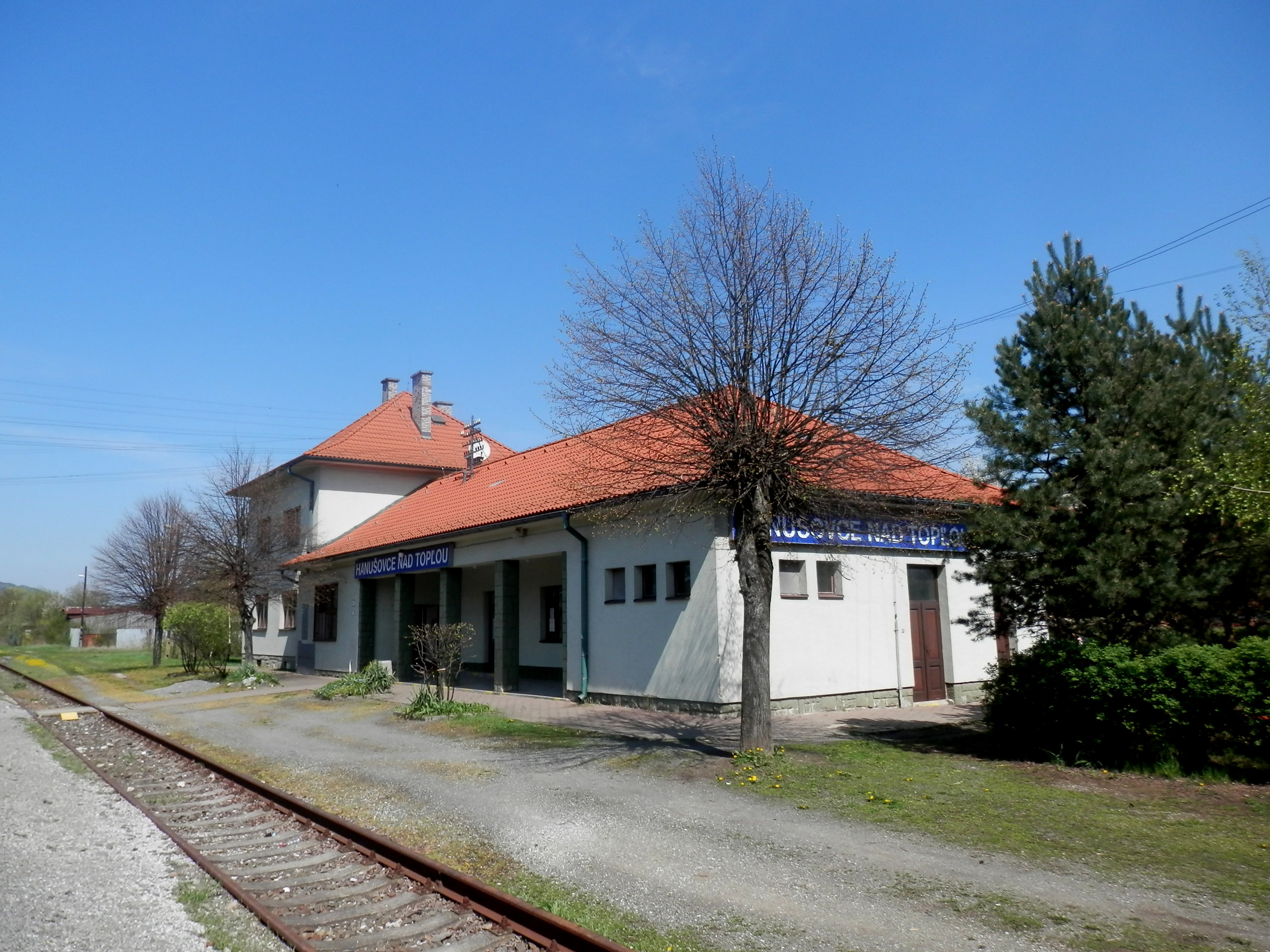

Varannótól 23 km-re északnyugatra fekszik a Tapoly völgyében.

## Története
II. András király 1212-ben kelt adománylevelében a sárosi uradalom déli részét az Aba nemzetségnek adta. Ezen a területen valószínűleg a 14. század elején keletkezett a település, mely nevét betelepítő soltészáról, egyben első bírájáról: Hanusról kapta.
A hanusfalvi uradalmat 1317-ben, magát a települést 1332-ben említik először „villa Hanusfalva” néven. 1346-tól háromszáz évig a Sós család birtoka. A falu nevének eredete más magyarázat szerint a Johannita lovagrend nevéből is származhat, hiszen a települést 1355-ben „villa Johannis” alakban is említik. Károly Róbert király vásártartási joggal ruházta fel. A 16. század végére a település már a közepes nagyságú városok közé tartozott. Egykor élénk kereskedőváros, melynek a 17. század elején már gimnáziuma is volt. Vásárait a Szentlélek eljövetele, Szent Kozma és Damján, valamint a Mindenszentek ünnepe alkalmával tartották. 1635-től még három vásárt engedélyeztek számára, melyeket a Három királyok, Szent Tibercia vértanú és Szent László király ünnepén tartottak. A középkorban lakói főként mezőgazdasággal, később kézművességgel, például kovácsmesterséggel, cipészmesterséggel foglalkoztak.
A 18. század végén Vályi András így ír róla: „HANUSFALVA. Mező Város Sáros Várm. földes Urai több Urak, lakosai katolikusok, és evangelikusok, fekszik Eperjeshez két mértföldnyire, ’s az Uraságnak kastéllyával díszesíttetik, első Károly alatt MCCCXXXIIben nyerte szabadságát; egy része határjának tsekély, a’ többi jó, réttyei hasznosak, legelője, és mind a’ két féle fája elég, vásárjai is esnek, piatza helyben, és Eperjesen.”
A várost 1831-ben súlyos kolerajárvány sújtotta, melyet a Felvidék keleti részére kiterjedő parasztfelkelés követett. A század elején a Tapolyra 90 m hosszú fahíd épült, mely a második világháborúban semmisült meg.
Fényes Elek 1851-ben kiadott geográfiai szótárában így ír a városról: „Hanusfalva, (Hanusowcze), tót mv., Sáros vmegyében, a Tapoly völgyében, Eperjeshez keletre 2 mfldnyire: 387 kath., 540 evang., 2 ref., 265 zsidó lak. Kath. és evang. szentegyház. Synagóga. Két kastély. Több uri lakház. Határa termékeny; rétjei igen jók; vásárai népesek; lakosai közt sok timár, csizmadia és gubás találtatik. F. u. gr. Dessewffy Sámuel, Jékelfalusy, Péchy, s m. t.”
A 19. század végére Tapolyhanusfalva a Tapolyvidék közigazgatási központja, főszolgabírói hivatalának székhelye lett. A 20. század elején lakosságának száma elérte az 1200 főt. A városban postahivatal, három felekezeti iskola, két templom és plébánia, valamint zsinagóga állt. A trianoni diktátumig Sáros vármegye Girálti járásához tartozott.

## Népessége
| Év:            | 1994. | 2004.   | 2014.   | 2024.   |
| -------------- | ----- | ------- | ------- | ------- |
| Emberek száma: | 3456  | 3668    | 3752    | 3728    |
| Eltérés:       |       | +6,13 % | +2,29 % | -0,63 % |

| Év:            | 2023. | 2024.   |
| -------------- | ----- | ------- |
| Emberek száma: | 3730  | 3728    |
| Eltérés:       |       | -0,05 % |

1880-ban 1200 lakosából 860 szlovák, 267 német és 13 magyar anyanyelvű volt.
1890-ben 1157-en lakták, ebből 863 szlovák, 221 német és 28 magyar anyanyelvű.
1900-ban 1220-an lakták: 918 szlovák, 213 német és 35 magyar anyanyelvű.
1910-ben 1267-en lakták, ebből 751 szlovák, 301 magyar és 117 német anyanyelvű.
1921-ben 1218 lakosából 921 csehszlovák, 239 zsidó és 6 magyar volt.
1930-ban 1351 lakosából 1079 csehszlovák, 150 egyéb, 37 zsidó és 84 állampolgárság nélküli volt; ebből 540 római katolikus, 480 evangélikus, 271 izraelita és 56 görög katolikus felekezethez tartozott.
1991-ben 3144 lakosából 3051 szlovák, 82 cigány és 2 magyar; ebből 1493 római katolikus, 1110 evangélikus, 343 nem vallásos, 271 izraelita (?), 132 görög katolikus és 59 egyéb felekezetű volt.
2001-ben 3582 lakosából 3045 szlovák, 511 cigány és 5 magyar volt.
2011-ben 3741-en lakták, ebből 2961 szlovák, 641 cigány és 5 magyar.

## Nevezetességei

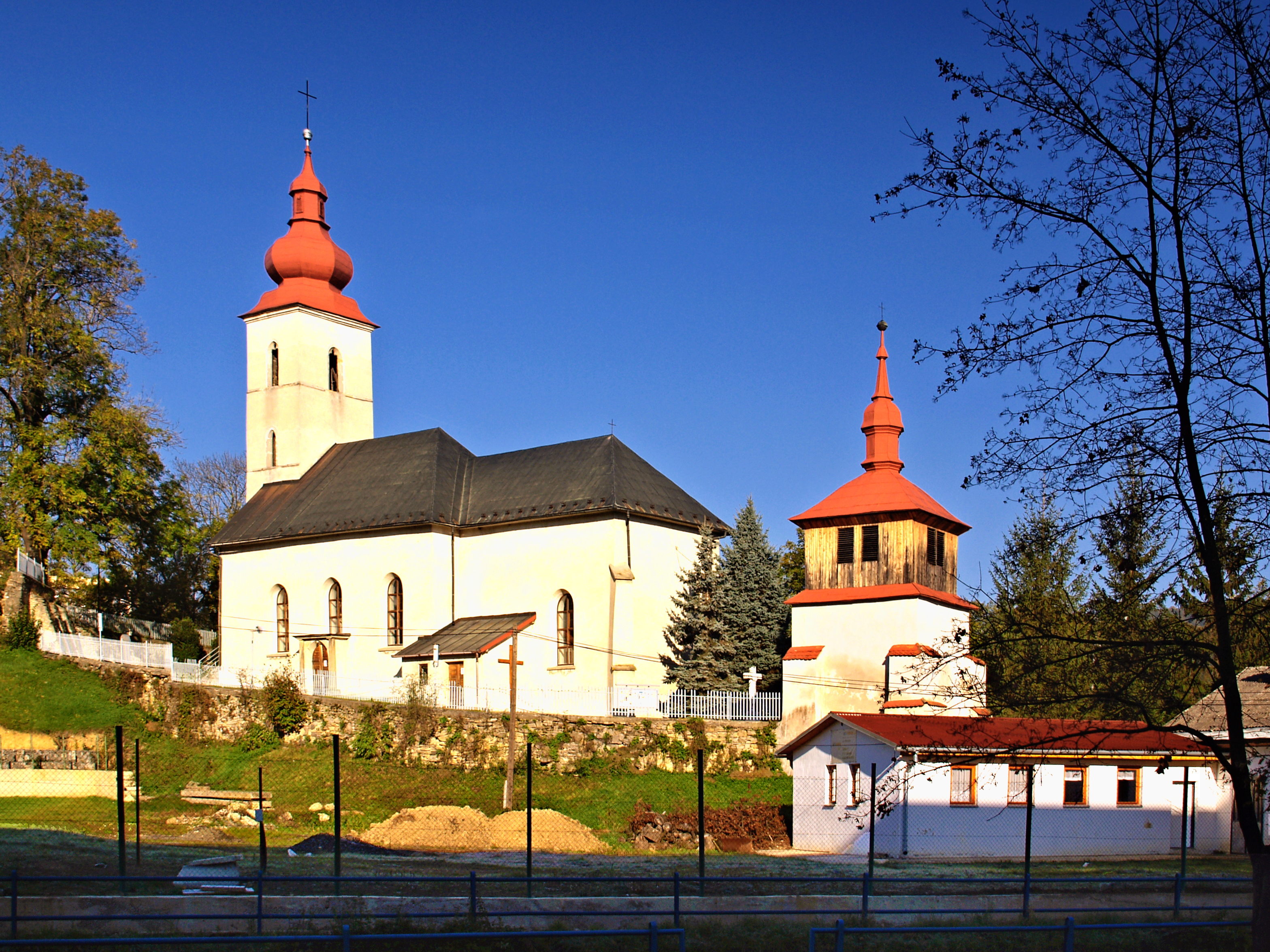
Római katolikus templom
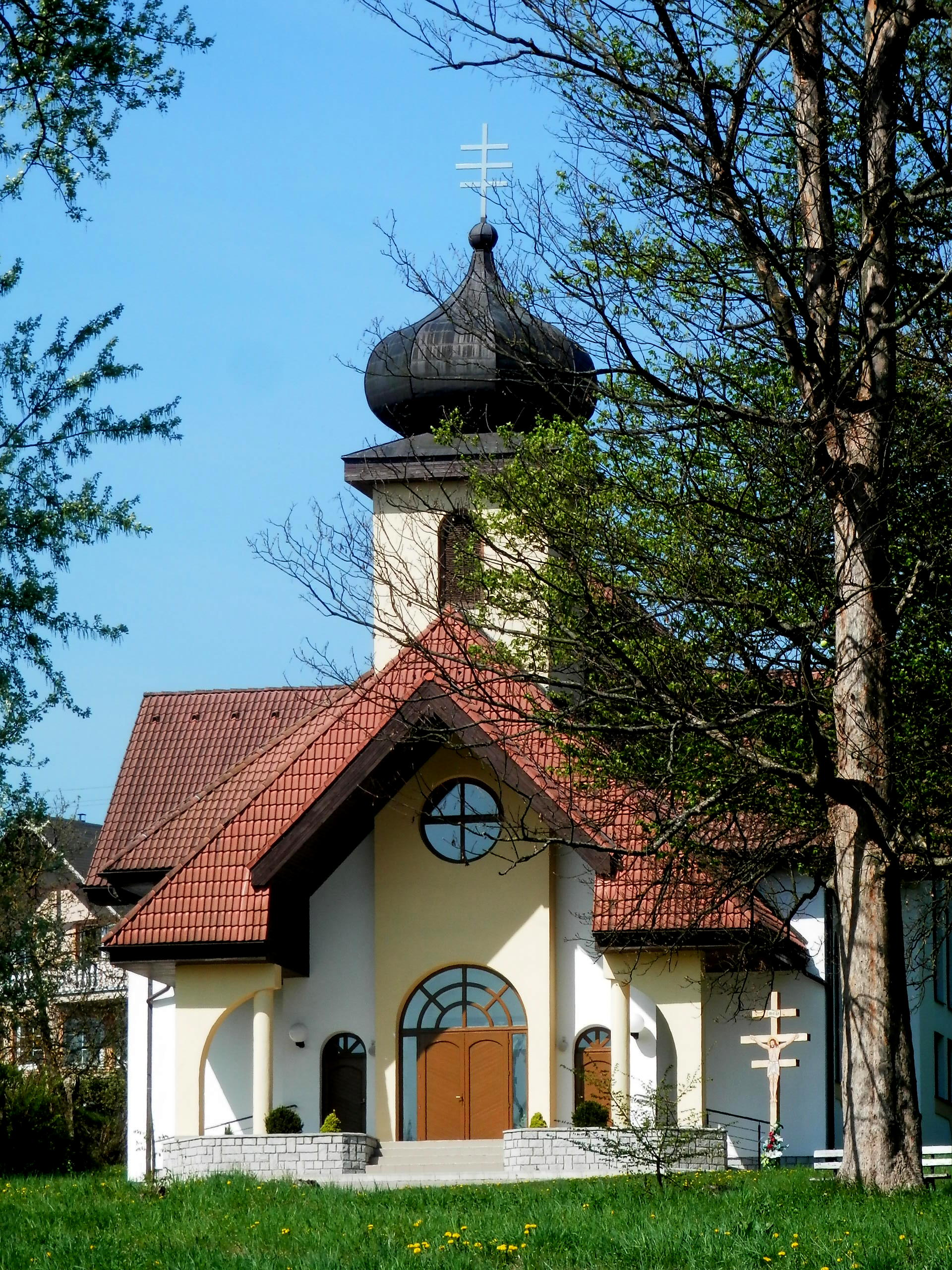
Görögkatolikus templom
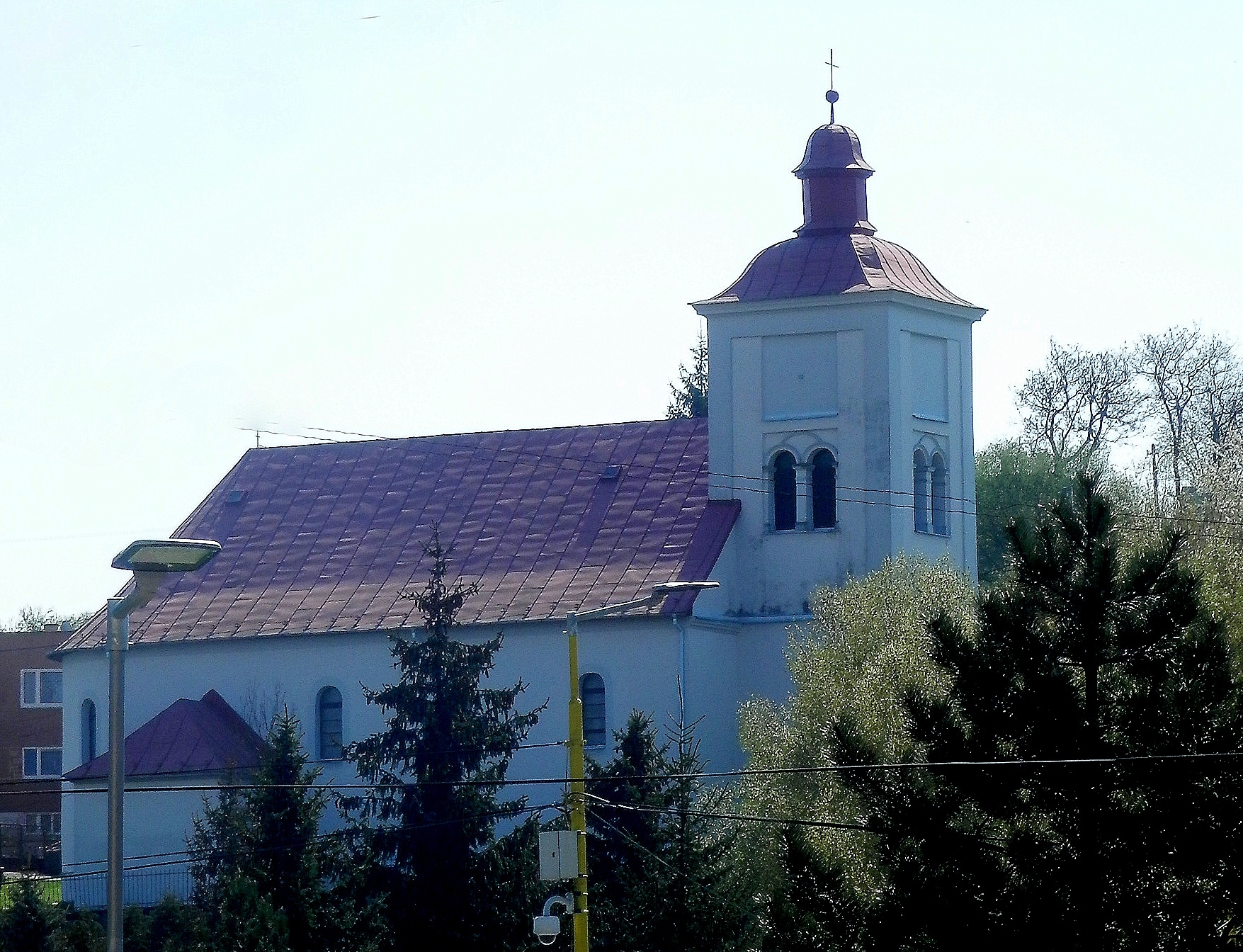
Evangélikus templom
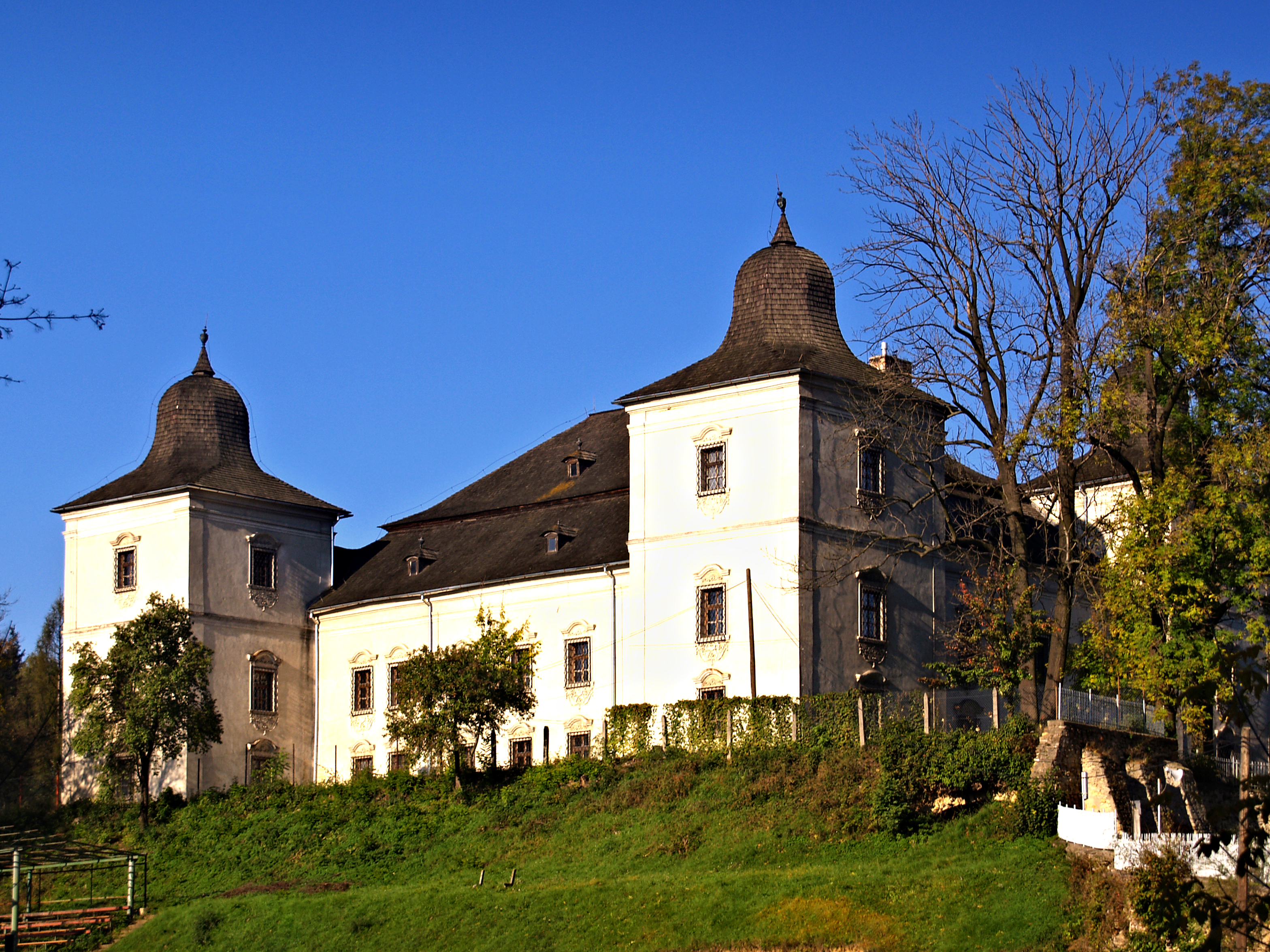
A várkastély
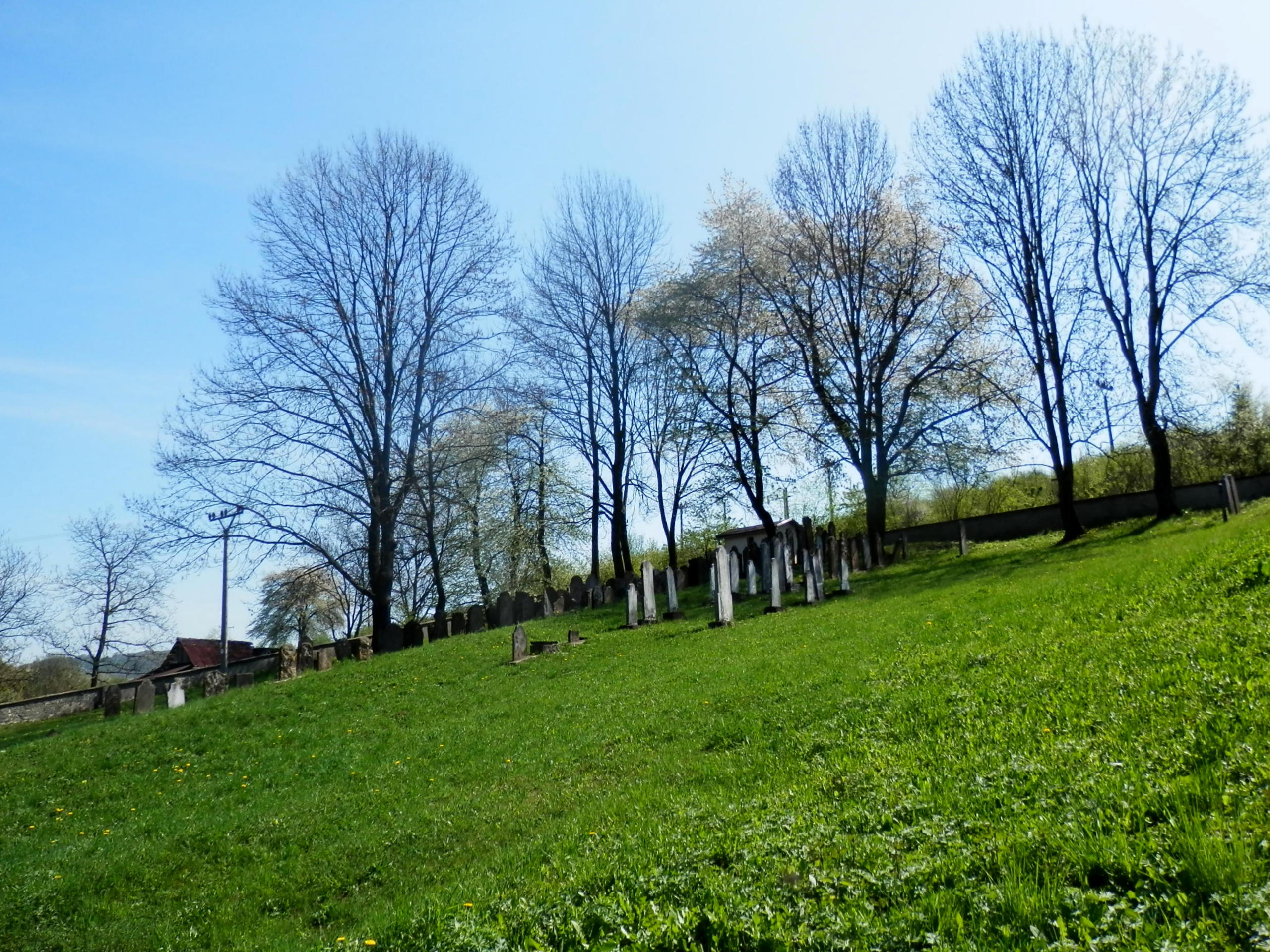
Zsidó temető
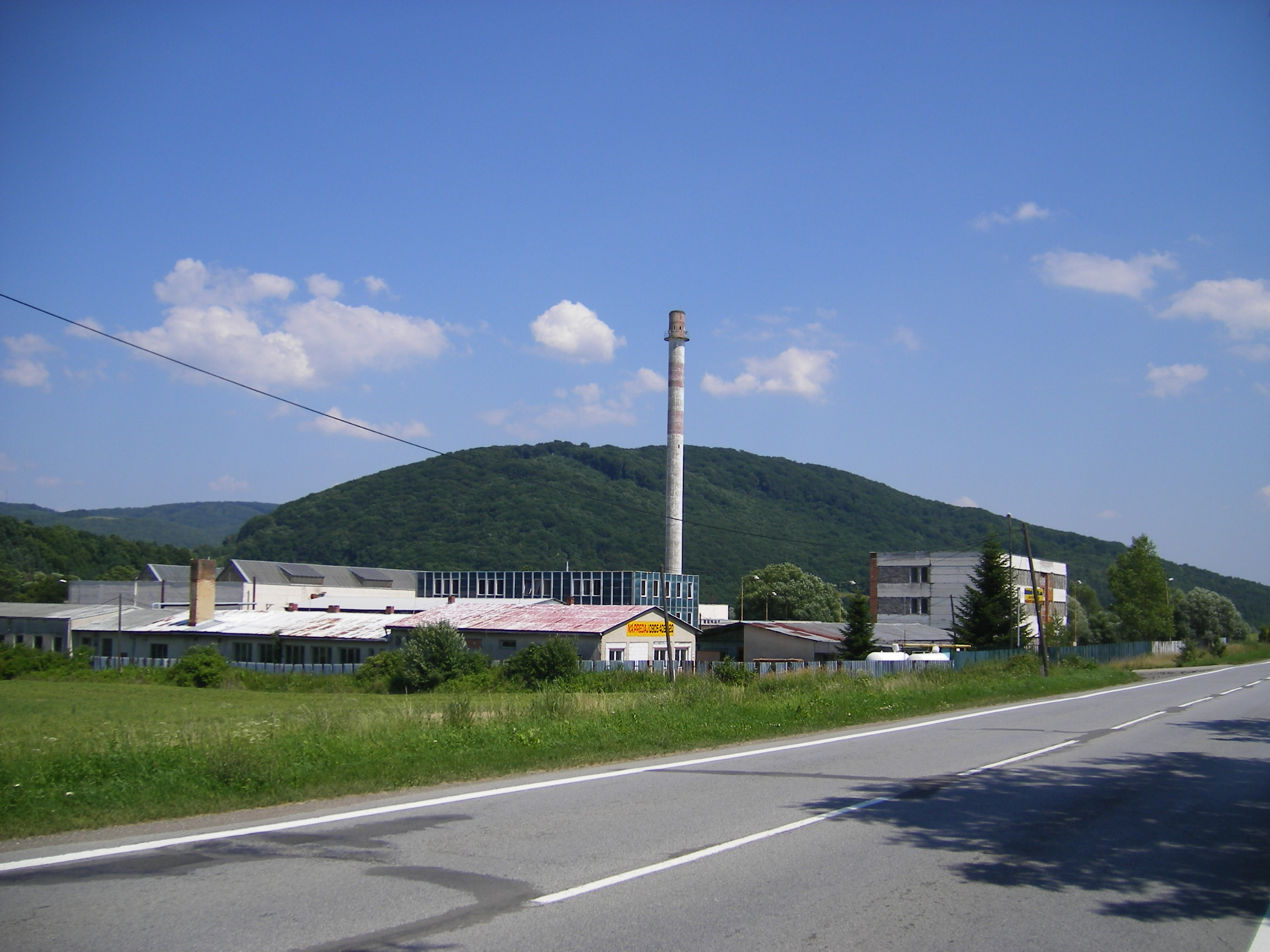
Bezárt gyárépület Tapolyhanusfalva közelében
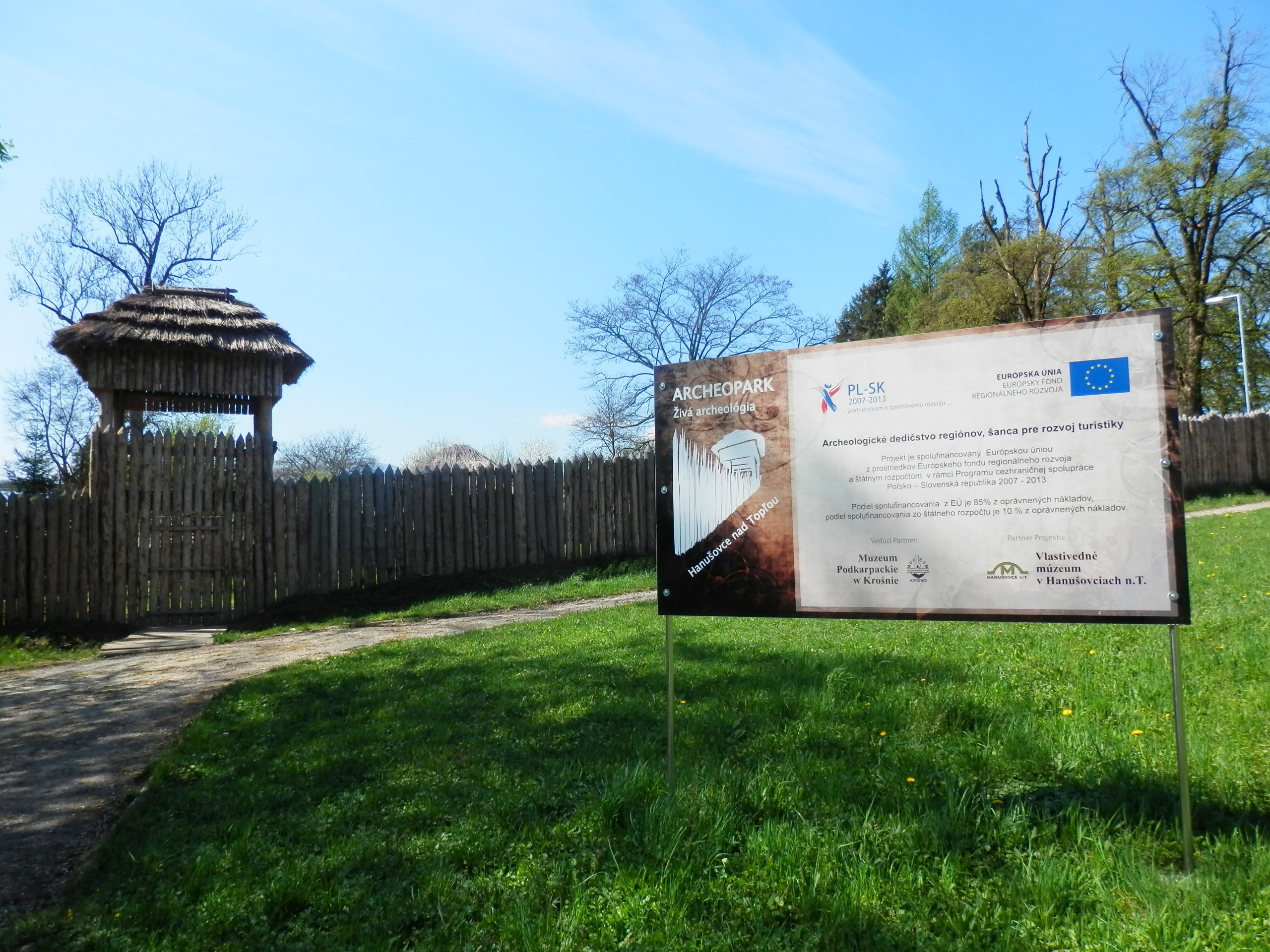
Archeopark

- A Szeplőtelen Szűz Mária tiszteletére szentelt, római katolikus temploma 1280-ban épült román-gótikus stílusban.
- Itt áll Soós István 1564-ben épített eredetileg reneszánsz, négy saroktornyos várkastélya. A 17. és 18. század fordulóján barokk stílusban építették át. Saroktornyai harangtorony jellegűek. Belseje és homlokzata gazdag stukkó díszítésű. Az épületet 1964-ben teljesen felújították, ma a helytörténeti múzeum található benne.
- evangélikus templom.
- Görögkatolikus templom.